# ريمي باجاني
ريمي باجاني (بالإنجليزية: Rémy Pagani) (و. 1954  م) هو كاتب، وسياسي سويسري، ولد في جنيف.

## مناصب
تولى منصب عمدة، جنيف.